# Raphaël Coleman
Raphaël Pierre Jensen Coleman (Wandsworth, 30 settembre 1994 – 6 febbraio 2020) è stato un attore e attivista britannico.

## Biografia
Intraprese la sua carriera cinematografica nel 2005 con il film Nanny McPhee - Tata Matilda nella parte di Eric Brown, per la quale fu candidato a un Young Artist Awards. Dopo aver recitato in altre due pellicole e in un cortometraggio abbandonò ogni attività artistica per diventare un attivista dell'ambientalismo. 
Coleman è morto improvvisamente il 6 febbraio 2020, colto da un collasso mentre faceva jogging, a soli 25 anni.  

## Filmografia
- Nanny McPhee - Tata Matilda (Nanny McPhee), regia di Kirk Jones (2005)
- It's Alive, regia di Josef Rusnak (2009)
- Il quarto tipo (The Fourth Kind), regia di Olatunde Osunsanmi (2009)
- Edward's Turmoil, cortometraggio, regia di Kim Albright (2009)

## Doppiatori italiani
- Jacopo Castagna in Nanny McPhee - Tata Matilda
- Manuel Meli ne Il quarto tipo

## Premi e nomination
| Anno | Manifestazione                    | Premio | Risultato       |
| ---- | --------------------------------- | --- | --------------- |
| 2007 | Young Artist Award                | Premio al miglior giovane cast Insieme a Thomas Brodie-Sangster, Eliza Bennett, Jennifer Rae Daykin, Holly Gibbs e Samuel Honywood | Candidato/a     |
| 2010 | British Independent Film Festival | Premio al miglior giovane attore                                                                                                   | Vincitore/trice |
| 2010 | Brussels Short Film Festival      | Premio alla miglior interpretazione maschile                                                                                       | Vincitore/trice |